# فرانك تاشلين
فرانك تاشلين (بالإنجليزية: Frank Tashlin) (ولد باسم فرانسس فريدريك فون تاشلين 19 فبراير 1913- 5 مايو 1972) معروف باسم تش تاش أو فرانك تاش، كان رسام رسوم متحركة، كاتب نصوص، ومخرج أفلام أمريكي.

## الرسام
بعد ترك تاشلين للمدرسة بعمر 13، تنقل بحثا عن عمل حتى استقر على رسم الكارتون عام 1930. في 1932 انضم تاشلين إلى استوديو ليون شليسنجر كرسام رسوم متحركة حيث عرف بسرعته في الرسم. استغل أوقات فراغه في رسم قصص مصورة مقططعة خاصة به في 1934 سماها فان بورينغ استمرت لثلاث سنوات، ثم عمل على القصص المصورة «تش تاش» ليطرد من الاستوديو بسبب رفضه مشاطرة ليون شليسنجر لعوائد تلك القصص المصورة. انضم تاشلين إلى استوديو أب آيويركس في 1934، ثم إلى استوديو هال روش ككاتب في 1935، ليعود إلى شليسنجر في 1936 كمخرج حاملا خبرة متنوعة في صناعة الكارتون.
في عام 1938 عمل تاشلين في قسم القصص لدى ديزني، بعدها عمل كمدير إنتاج لدى استوديو سكرين جيمز التابع لكولومبيا بكشرز عام 1941، ليعود مرة أخرى إلى وارنر براذرز عام 1943 ليساهم في إنتاج الرسوم المتحركة فترة الحرب العالمية الثانية، مثل سلسلة برايفت سنافو.

## مخرج الأفلام
انتقل تاشلين من الرسوم المتحركة عام 1946 ليصبح مبتكر مقالب للأخوة ماركس، لوسيل بال وآخرون. ثم عمل ككاتب نصوص لممثلين مثل بوب هوب وريد سكلتون. كانت أعماله في أفلام التمثيل البشري الحي صدى لخلفيته في عمل الرسوم المتحركة.
عمل تاشلين في أفلام مثل ذا غيرل كانت هيلب إت (1956)، هوليود أور باست (1956)، ويل ساكسيس سبويل روك هانتر؟ (1957)، وأربعة من أفلام جيري لويس الأولى (روك-أ-باي بيبي، ذا غيشا بوي، سندرفيلا، إتس أونلي موني)، ومعظمها نالت اهتماما شعبيا.
بدأت لاحقا أعمال تاشلين بالركود في الستينات، لينهي مسيرته في هذا المجال على نهاية ذلك العقد، كان آخر فيلم له ذا برايفت نافي أوف سيرجنت أوفاريل من بطولة بوب هوب وفيليس ديلر في 1968. عاد تاشلين إلى إم جي إم لفترة قصيرة لإنتاج فيلم الرسوم المتحركة ذا بير ذات واسنت المستند على كتابه والذي أخرجه تشاك جونز.

## المؤلف
كتب تاشلين ورسم ثلاثة كتب، ذا بير ذات واسنت (1946)، ذا بوسوم ذات ددنت (1950)، وذا ورلد ذات واسنت (1951). تعد تلك الكتب عادة «كتب أطفال»، إلا أنها تحوي مكونات ساخرة لا يفهمها إلا القراء البالغون. كما كتب ونشر كتيبا إرشاديا عام 1952 بعنوان هاو تو كرييت كارتونز (حول رسم الكارتون، وليس الرسوم المتحركة).

## وصلات خارجية
- فرانك تاشلين على موقع IMDb (الإنجليزية)
- فرانك تاشلين على موقع الموسوعة البريطانية (الإنجليزية)
- فرانك تاشلين على موقع ألو سيني (الفرنسية)
- فرانك تاشلين على موقع تيرنر كلاسيك موفيز (الإنجليزية)
- فرانك تاشلين على موقع أول موفي (الإنجليزية)
- فرانك تاشلين على موقع قاعدة بيانات الأفلام السويدية (السويدية)
- فرانك تاشلين على موقع إن إن دي بي (الإنجليزية)
- فرانك تاشلين على موقع ديسكوغز (الإنجليزية)
- فرانك تاشلين على موقع قاعدة بيانات الفيلم (الإنجليزية)
- فرانك تاشلين على موقع كينوبويسك (الروسية)
- Senses of Cinema: Great Directors Critical Database
- حوار مع فرانك تاشلين نسخة محفوظة 15 أبريل 2019 على موقع واي باك مشين.
- برايفت سنافو- ذا هوم فرونت (1943) من إخراج تاشلين. المشاهدة عبر الإنترنت
- مقالة نيويورك تايمز